# Großsteingräber bei Friedeburg
Die Großsteingräber bei Friedeburg waren mehrere jungsteinzeitliche megalithische Grabanlagen unbekannter Zahl bei Friedeburg (Saale), einem Ortsteil von Gerbstedt im Landkreis Mansfeld-Südharz, Sachsen-Anhalt. Für die Gewinnung von Ackerland wurden sie irgendwann vor 1817 zerstört. Über die Architektur der Anlagen liegen nur vage Beschreibungen vor: Demnach besaßen sie Hügelschüttungen, in denen sich Grabkammern befanden, die „mit unbearbeiteten Steinen überwölbt“ waren. Rückschlüsse auf den genauen Grabtyp sind schwierig, Hans-Jürgen Beier geht von echten Großsteingräbern oder pseudomegalithischen Mauerkammergräbern aus.
An Bestattungen wurden sowohl vollständige Skelette als auch Urnen mit Leichenbrand gefunden. Als Grabbeigaben fanden sich mehrere Keramikgefäße, eine steinerne Axt, Feuerstein-Klingen und zwei Steinkeile. In zwei Gräbern wurden außerdem zahlreiche durchbohrte Zähne von Frischlingen gefunden, welche die Bestatteten als Schmuck um Hals und Hüfte getragen hatten. Erhalten sind von den Beigaben lediglich vier Keramikgefäße und eine Scherbe, welche der spätneolithischen Walternienburger und der Bernburger Kultur zuzuordnen sind. Das größte der vier Gefäße hat eine Höhe von 23,5 cm, die anderen sind maximal halb so groß. Die Gegenstände werden heute im Landesmuseum für Vorgeschichte in Halle (Saale) aufbewahrt. Ob eine ebenfalls dort befindliche Tasse der Bernburger Kultur, die aus Wettin stammen soll, tatsächlich aus den Gräbern im benachbarten Friedeburg stammt, ist unklar.